# Schallbruchsmühle
Schallbruchsmühle war eine Ortslage in der bergischen Großstadt Solingen. Sie ging auf eine dort befindliche Wassermühle zurück, die 1936 für den Bau der Platzhofstraße abgerissen wurde.

## Lage und Beschreibung
Der heute wüst gefallene Ort Schallbruchsmühle befindet sich im Weinsbergtal innerhalb des Stadtbezirks Burg/Höhscheid. Unmittelbar südlich an der heutigen Wüstung vorbei führt über einen Damm durch das Tal die Platzhofstraße, die als Kreisstraße 7 klassifiziert ist. Der Ort ist ferner von Waldflächen umgeben, östlich verläuft an einem Talhang die Weinsbergtalstraße. Westlich befindet sich ein kleiner katholischer Friedhof an der Platzhofstraße. Nördlich der Wüstung befindet sich ein Regenrückhaltebecken, das den Wasserpegel im Weinsberger Bach regulieren soll, weiter nördlich befindet sich die SBV-Wohnsiedlung Weegerhof. Reste der Mühle sind heute aufgrund des Straßendammes kaum noch erkennbar.
Benachbarte Orte sind bzw. waren (von Nord nach West): Lindenhof, Erf, Königsmühle, Elsterbusch, Vockert, Grünental, Pereskotten, Platzhofermühle, Platzhof und Kirschheide.

## Etymologie
Die Ortsbezeichnung, abgeleitet von dem Namen der dortigen Wassermühle, geht vermutlich auf den Familiennamen Schallbruch zurück.

## Geschichte
In dem Kartenwerk Topographia Ducatus Montani von Erich Philipp Ploennies, Blatt Amt Solingen, aus dem Jahre 1715 ist die Schallbruchsmühle als mühl verzeichnet. Sie wurde als Fruchtmühle genutzt und wurde in den Registern der Honschaft Höhscheid innerhalb des Amtes Solingen geführt. Die Topographische Aufnahme der Rheinlande von 1824 sowie die Preußische Uraufnahme von 1844 verzeichnen die Mühle unbenannt. Im August 1878 brannte die Mühle ab, sie wurde jedoch anschließend wieder aufgebaut.
Der Ort gehörte nach Gründung der Mairien und späteren Bürgermeistereien zur Bürgermeisterei Höhscheid, die im Jahre 1856 das Stadtrecht erhielt, und lag dort in der Flur III. Neuenhof. Der Ort lag allerdings direkt an der Gemeindegrenze zur Bürgermeisterei Dorp (Stadtrecht ebenfalls seit 1856). Mit der Städtevereinigung zu Groß-Solingen im Jahre 1929 wurde die Mühle schließlich ein Ortsteil Solingens.
Als Notstandsarbeit zur Bekämpfung der Arbeitslosigkeit während des Dritten Reiches wurde der Bau einer Verbindungsstraße zwischen Eichenstraße und Neuenhofer Straße durch das Weinsbergtal geplant. Für den Bau der Straße wurde ein Damm durch das Tal angelegt, bei dessen Aufschüttung im Jahre 1936 die Schallbruchsmühle abgerissen werden musste, da sie dem Bauvorhaben im Wege stand. Die Straße, die den Namen Platzhofstraße erhielt, wurde im Jahre 1936 fertiggestellt. Die von der Mühle abgeleitete Bezeichnung Schallbruchsmühle ist jedoch an der Stelle der Wüstung bis heute im Solinger Stadtplan erhalten.